# Georgiana Birtoiu
Georgiana Alina Birtoiu (* 22. Juli 1989 in Cluj-Napoca) ist eine rumänische Fußballspielerin. 
Georgiana Birtoiu begann ihre Karriere in Rumänien bei CFF Clujana Cluj und debütierte 2007 in der ersten Mannschaft. Nach drei Jahren auf Profi-Ebene für CFF Clujana wechselte sie nach Zypern zu AEK Kokkinochorion. Dort wurde Birtoiu in der Saison 2010/2011 mit 27 Toren zweitbeste Torschützin der Liga und wechselte anschließend zum russischen Verein FK Rossijanka aus der Russian Supreme Division.
Birtoiu spielt in der Rumänischen Fußballnationalmannschaft der Frauen und gab 2009 in der Qualifikation zur Fußball-Europameisterschaft der Frauen 2013 ihr Debüt.